# Huambo
Huambo ist die Hauptstadt der gleichnamigen Provinz im mittleren Westen des südwestafrikanischen Staates Angola. Von 1928 bis 1975 trug die Stadt den portugiesischen Ortsnamen Nova Lisboa („Neu-Lissabon“).

## Bevölkerung
Nach Luanda und Lubango ist Huambo die drittgrößte Stadt Angolas. Die Bevölkerungszahl betrug 1983 ca. 203.000. Der Zensus 2014 ergab für den Kreis (município) 656.574 Einwohner,  die Schätzung für 2019 beträgt 844.000 Einwohner. In der Liste der Städte Angolas ist Huambo 1970 mit 61.885, 2005 mit 226.177 Einwohnern verzeichnet. Bei diesen Zahlen ist zu beachten, dass die Zählungen sich jeweils auf unterschiedliche Areale beziehen, so schließen manche die Vororte und umliegende, selbständige Gemeinden (Großraum) mit ein.

## Geschichte und Wirtschaft
Die Stadt Huambo liegt in der Nähe des Berges Môco (2619 m) und wurde 1912 von den portugiesischen Kolonialherren gegründet. Aufgrund seiner Kolonialgeschichte hieß Huambo zwischen 1928 und 1975 Nova Lisboa (Neu-Lissabon).
Während der 1. Hälfte des 20. Jahrhunderts entwickelte sich Huambo zur zweitgrößten Stadt Angolas und zum Mittelpunkt Zentralangolas.
Im Verlauf des Bürgerkriegs in Angola nach der Unabhängigkeit des Landes ist die Stadt massiv beschädigt worden. Während des Krieges war Huambo zeitweilig Hochburg der UNITA und Hauptquartier von deren Anführer Jonas Savimbi. Vor allem aufgrund politischer Missstände in der Zeit nach dem Krieg kam die Beseitigung der Schäden zunächst nur langsam voran, doch ist inzwischen der Wiederaufbau weitgehend abgeschlossen.
Die lokale Brauerei NOCEBO (Nova Companhia de Cerveja do Huambo) wurde 1991 geschlossen. Seit der Wiedereröffnung 2009 wird hier wieder Cuca-Bier produziert.
Wieder in Betrieb genommen wurde mittlerweile die einst sehr bekannte Benguelabahn. Diese stellt für die Stadt auch den bedeutendsten Wirtschaftsfaktor dar. Damit zusammenhängend hat in Huambo auch die Reparatur und Wartung von Eisenbahn-Anlagen wieder Bedeutung erlangt.

## Klima
|                       | Jan  | Feb  | Mär  | Apr  | Mai  | Jun  | Jul  | Aug  | Sep  | Okt  | Nov  | Dez  |   |      |
| Mittl. Tagesmax. (°C) | 24,9 | 25,2 | 25,0 | 25,5 | 25,4 | 24,6 | 25,0 | 27,2 | 28,7 | 27,3 | 25,2 | 24,9 | ⌀ | 25,7 |
| Mittl. Tagesmin. (°C) | 14,4 | 14,2 | 14,4 | 13,7 | 10,5 | 7,8  | 7,9  | 10,3 | 13,0 | 14,2 | 14,3 | 14,3 | ⌀ | 12,4 |
|                       |      |      |      |      |      |      |      |      |      |      |      |      |   |      |
| Niederschlag (mm)     | 220  | 179  | 239  | 146  | 14   | 0    | 0    | 1    | 19   | 119  | 227  | 234  | Σ | 1398 |
|                       |      |      |      |      |      |      |      |      |      |      |      |      |   |      |
| Sonnenstunden (h/d)   | 4,6  | 5,0  | 4,6  | 5,7  | 7,8  | 9,0  | 8,7  | 8,2  | 6,7  | 5,3  | 4,5  | 4,5  | ⌀ | 6,2  |
|                       |      |      |      |      |      |      |      |      |      |      |      |      |   |      |
| Regentage (d)         | 16   | 14   | 17   | 10   | 2    | 0    | 0    | 0    | 3    | 13   | 18   | 17   | Σ | 110  |
|                       |      |      |      |      |      |      |      |      |      |      |      |      |   |      |
| Luftfeuchtigkeit (%)  | 72   | 67   | 73   | 66   | 48   | 38   | 33   | 29   | 38   | 57   | 69   | 71   | ⌀ | 55   |

| 14,4 |

| 14,2 |

| 14,4 |

| 13,7 |

| 10,5 |

| 7,8 |

| 7,9 |

| 10,3 |

| 13,0 |

| 14,2 |

| 14,3 |

| 14,3 |

| 14,4 |

| 14,2 |

| 14,4 |

| 13,7 |

| 10,5 |

| 7,8 |

| 7,9 |

| 10,3 |

| 13,0 |

| 14,2 |

| 14,3 |

| 14,3 |

## Sport
Bekannt wurde Nova Lisboa für seine internationalen 6-Stunden-Autorennen ab Ende der 1960er Jahre.
Der Clube Recreativo da Caála aus Caála bestreitet seine Heimspiele in der ersten angolanischen Liga, dem Girabola, im 8000 Zuschauer fassenden Stadion Kurikutelas in Huambo. Weitere Fußballvereine aus Huambo sind Atlético Petróleos do Huambo (Petro Huambo), der 1930 gegründete Clube Desportivo Ferrovia, und Benfica Huambo, ein 1931 gegründeter Filialverein von Benfica Lissabon.

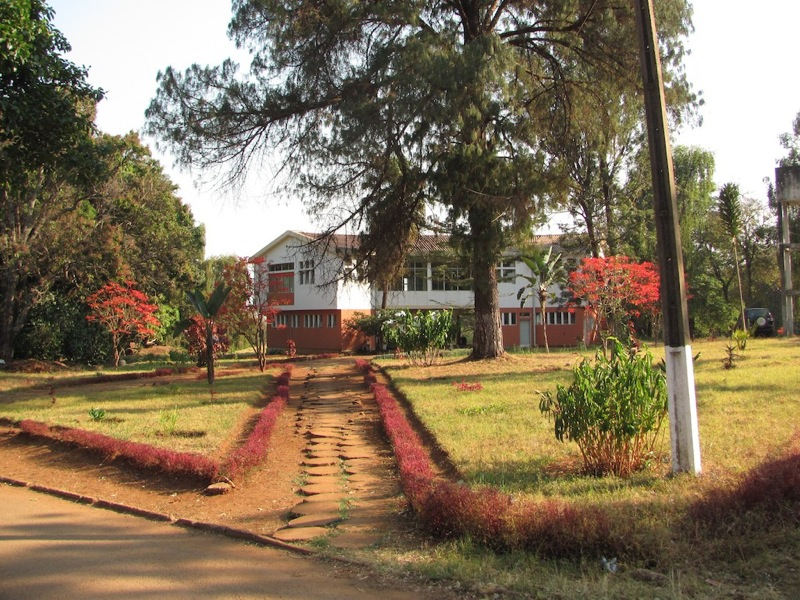
Eines der Gebäude auf dem Campus des Instituto de Investigacão Agronomica (IIA)

## Bildung
Huambo beheimatet die staatliche Universität Universidade José Eduardo dos Santos. Zu nennen sind außerdem die technische Fachhochschule Instituto Superior Politécnico do Huambo und das Landwirtschaftsinstitut Instituto de Investigacão Agronómica, das sich insbesondere der Forschung und Züchtung widmet.

## Verwaltung

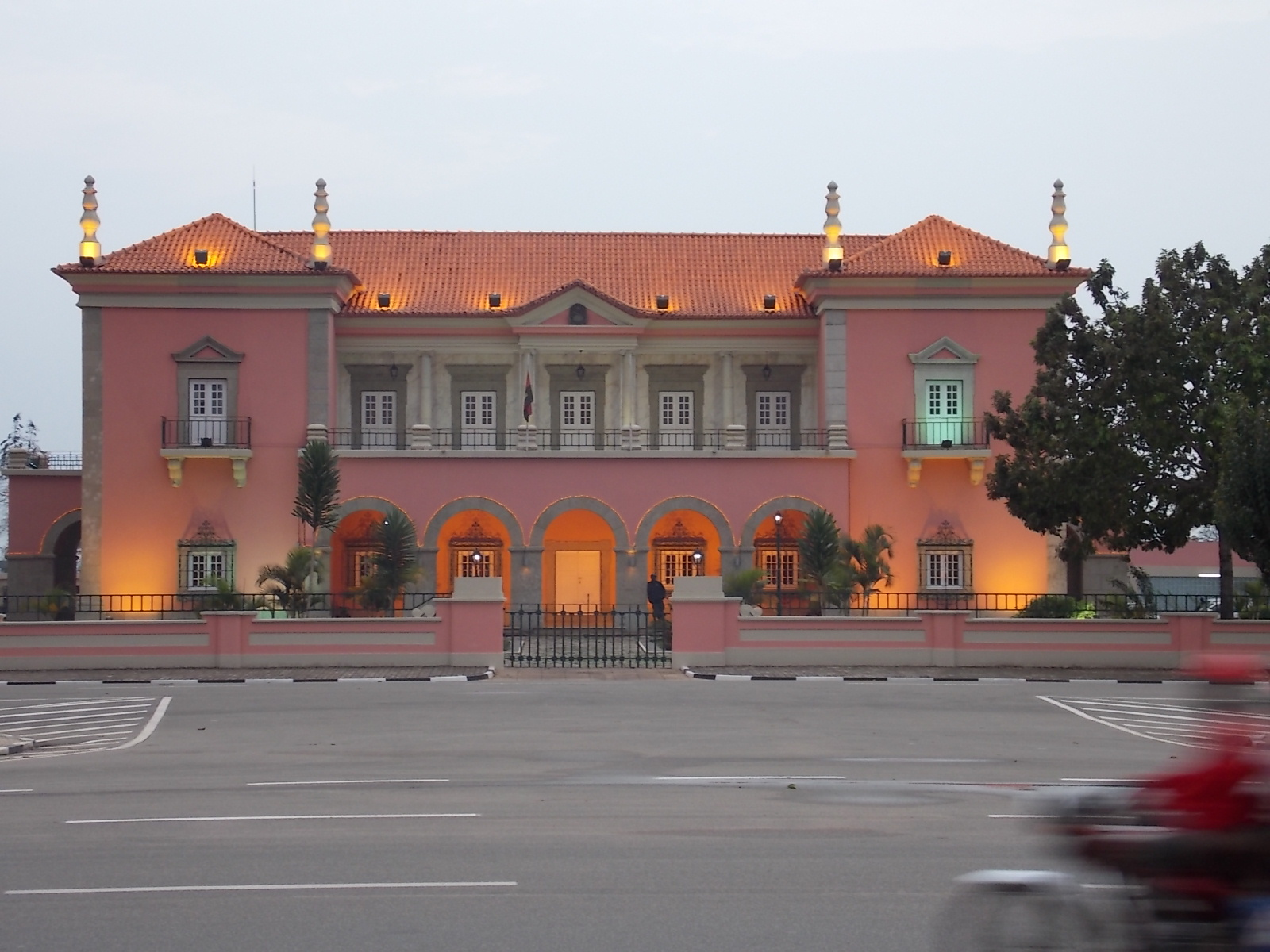
Gouverneurspalast in Huambo

### Der Kreis
Die Stadt Huambo ist Sitz eines gleichnamigen Kreises (Município) in der Provinz Huambo, deren Hauptstadt sie zudem ist. Der Kreis hat eine Fläche von 2609 km².
Drei Gemeinden (Comunas) bilden den Kreis Huambo:
- Calima
- Huambo
- Tchipipa

### Kommunaler Feiertag
- 21. September

### Städtepartnerschaften
- Amadora, Portugal
- Caldas da Rainha, Portugal
- Castelo Branco, Portugal[6]
- Acevedo, Bundesstaat Miranda, Venezuela (in Anbahnung)[7]

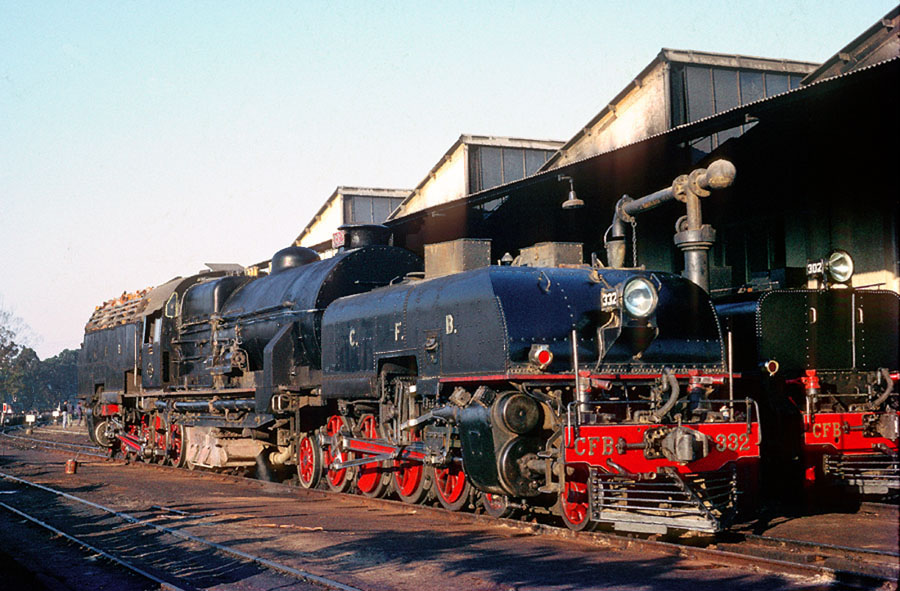
Zug der Benguelabahn (Caminhos de Ferro de Benguela, CFB) in Nova Lisboa 1972

## Verkehr
Huambo ist ein wichtiger Bahnhof der traditionsreichen Benguelabahn. Huambo hat auch ein Ausbildungszentrum der Lobito Atlantic Railway.
Der Albano Machado Airport (IATA-Code: NOV; ICAO-Code: FNHU) ist der wichtigste Flughafen Huambos. Von der portugiesischen Kolonialverwaltung wurde er als „Aeroporto Nova Lisboa“ errichtet und dient heute vor allem für Inlandsflüge der TAAG Angola Airlines. Mit dem Aeroporto Huambo (ICAO-Code: FNNL) verfügt die Stadt über einen weiteren Flughafen.
Im Zuge der fortlaufenden Infrastrukturprogramme der Regierung verfügt Huambo über Straßenverbindungen, die streckenweise neu erbaut und asphaltiert und streckenweise in sehr schlechtem Zustand sind. Die angolanische Fernbusgesellschaft der Grupo SGO bietet Verbindungen zwischen Luanda (ab Viana) und Huambo an, zu einem Preis (Stand 2012) von 3000 Kwanzas (etwa 22,- Euro).

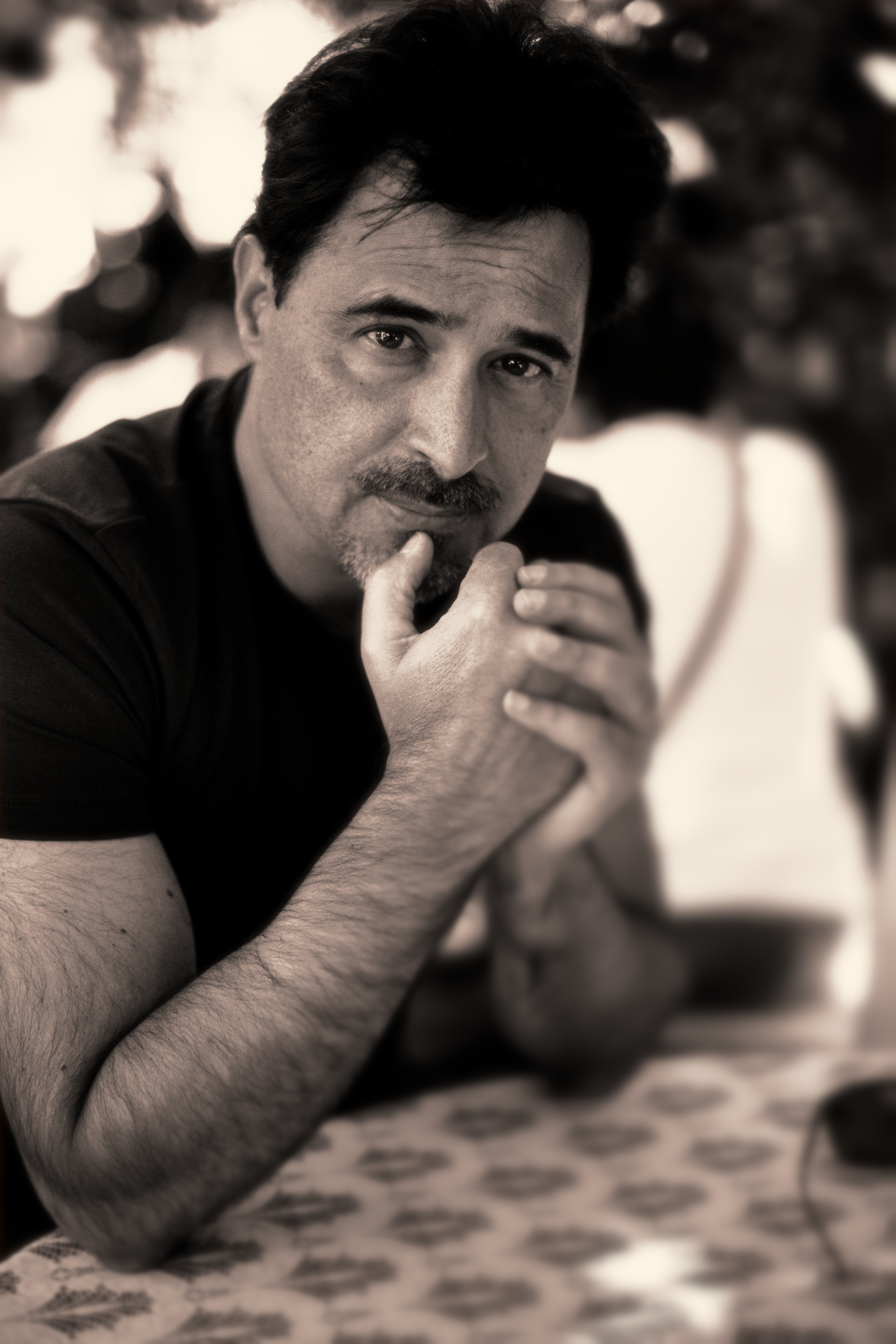
José Eduardo Agualusa

## Söhne und Töchter der Stadt
- Lúcio Lara (1929–2016), Politiker, Mitbegründer des MPLA
- Zacarias Kamwenho (* 1934), Erzbischof und Friedensaktivist
- Gabriela Antunes (1937–2004), angolanische Schriftstellerin und Lehrerin
- José Luís Champalimaud (1939–1996), portugiesischer Arzt und Forscher
- Manuel Rui (* 1941), Schriftsteller
- Luís Cília (* 1943), portugiesischer Liedermacher und Komponist
- Ricardo Cardoso (* 1958), bekannter portugiesischer Richter
- Estanislau Marques Chindekasse (* 1958), Bischof von Dundo
- Manuel Mira Godinho (* 1959), portugiesischer Ökonom und Hochschullehrer
- José Eduardo Agualusa (* 1960), Schriftsteller
- José Luís Mateus Alexandre (* 1968 in Longonjo), angolanischer Biologe und Hochschullehrer
- Nilton Rodrigo Farinha Rodrigues (* 1972), portugiesischer Humorist und Autor
- Filipe Duarte (1973–2020), portugiesischer Schauspieler und Synchronsprecher[10]
- Sérgio Morgado (* 1974), portugiesischer Handballspieler
- Hélder Ornelas (* 1974), portugiesischer olympischer Leichtathlet
- Bruno Saraiva (* 1974), portugiesischer Fußballspieler und -trainer
- Naita Hishoono (* 1976), namibische Demokratie-Aktivistin und Politiksoziologin
- Yara Monteiro (* 1979), Schriftstellerin
- Mantorras (* 1982), Fußballspieler
- Pérola (* 1983), Sängerin

Der österreichische Architekt Franz Schacherl (1943), der angolanische Fußballtrainer Mabi de Almeida (2010), und der angolanische Bischof Eugénio Salessu (2011) sind in Huambo gestorben.